# Paita (provincie)
Paita is een van de acht provincies in de regio Piura in Peru. De provincie heeft een oppervlakte van 1.784 km² en heeft 129.904 inwoners (2015). De hoofdplaats van de provincie is het district Paita; dit district vormt eveneens de stad  (ciudad) Paita.
De provincie grenst in het noorden aan de provincie Talara, in het oosten aan de provincie Sullana, in het zuiden aan de provincie Piura en in het westen aan de Stille Oceaan.

## Bestuurlijke indeling
De provincie Paita is onderverdeeld in zeven districten, UBIGEO tussen haakjes:
- (200502) Amotape
- (200503)  Arenal
- (200504) Colan
- (200505) La Huaca
- (200501) Paita, hoofdplaats van de provincie en vormt de stad (ciudad) Paita
- (200506) Tamarindo
- (200507) Vichayal

Ayabaca · Huancabamba · Morropón · Paita · Piura · Sechura · Sullana · Talara